# Джерелознавство
Джерелозна́вство (історичне джерелознавство) — галузь історичної науки, комплекс спеціальних історичних дисциплін, які вивчають походження історичних джерел, теорію та практику їх використання в історичних дослідженнях, структуру та функції джерельної бази.
Предметом історичного джерелознавства є закономірності виникнення історичних джерел та відображення ними історичного процесу, їх функціонування в історичному дослідженні, місце джерелознавства в системі історичної науки.

## Завдання джерелознавства
- розробка головних принципів дослідження джерельної бази;
- вироблення принципів та методів наукового дослідження історичних джерел і використання джерельної інформації;
- опрацювання теоретичних проблем джерелознавства окремих історичних галузей чи дисциплін, зокрема Історії України;
- аналітико-інформативне вивчення, критичний аналіз окремих джерел та їх комплексів;
- систематизація та опис джерел та груп джерел;
- розробка методів пошуку нових джерел;
- забезпечення історичних досліджень достовірною джерельною базою;
- складання на основі джерельної бази комплексу наукових фактів.

## Види джерел
- письмові
- усні
- матеріальні.

Останнім часом, у зв'язку з інтенсивним розвитком інформаційних технологій, основним джерелом історичних досліджень стають засоби масової комунікації — інтернет-технології. Тому джерелознавство перестає бути окремою наукою (особливим видом пізнавальної діяльності) і перетворюється у сукупність засобів одержання інформації.